# Ernst Franke (Mediziner, 1856)
Friedrich Adolf Ernst Franke (* 6. Januar 1856 in Filehne; † 1925 in Hamburg) war ein deutscher Augenarzt.

## Leben
Ernst Franke studierte von 1874 bis 1878 an der Universität Greifswald Medizin. Zu Beginn des Studiums wurde er dort Mitglied des Corps Guestfalia. Nach seiner Promotion zum Dr. med. im Jahre 1878 war er von 1879 bis 1880 Assistenzarzt an der Universitätsaugenklinik unter Rudolf Schirmer. Von 1881 bis 1884 war er Assistenzarzt und seit 1884 Augenarzt in Hamburg, wo er Leiter der Augenabteilung des St. Georg-Krankenhauses wurde. Von besonderer Bedeutung waren seine Arbeiten über Pemphigus und esentielle Schrumpfung der Bindehaut, Untersuchungen über Infection und Desinfection von Augenwässern und Zur pathologischen Anatomie der Lepra der Augen.

## Auszeichnungen
Ernst Franke wurde der Titel eines Professors verliehen. Das Corps Guestfalia Greifswald ernannte ihn zum Ehrenmitglied.

## Schriften
- Über die Anwendung von Darmausspülungen bei Typhus abdominalis, 1878
- Untersuchungen über Infection und Desinfection von Augenwässern, 1891, 1893, 1897
- Behandlung des traumatischen Irisvorfalles, 1892
- Untersuchungen über die Desinfection des Bindehautsackes etc., 1893
- Zur Kenntniss der Tuberculose der Augapfelbindehaut, 1896
- Transplantat, von Haut und Schleimhaut auf Conjunct., 1896
- Weitere Untersuchungen über Asepsis und Antisepsis in der Augenheilkunde, 1897
- Zur pathologischen Anatomie der Lepra der Augen, 1900 (zusammen mit Delbanco)
- Pemphigus und esentielle Schrumpfung der Bindehaut, 1898
- Zur pathologischen Anatomie der Lepra der Augen, 1900 (zusammen mit Delbanco)
- Die augenärztliche Therapie, ein Leitfaden für Studierende und Ärzte, 1924
- Ocular Therapeutics, 1925 (Übersetzung von Clarence Loeb)